# Zákon touhy
Zákon touhy (španělsky La ley del deseo) je španělský film od režiséra Pedra Almodóvara.

## O filmu
Sourozenci Pablo (Eusebio Poncela) a Tina (Carmen Maura) mají velmi komplikovaný sexuální život. Pablo je úspěšný režisér, vášnivě zamilovaný do mladého Juana (Miguel Molina), který však jeho lásku dostatečně neopětuje. Tina je transsexuálka, která před lety prodělala změnu pohlaví kvůli svému otci, s nímž žila v incestním vztahu. Otec ji však opustil a Tina je naštvaná na všechny muže. Jejich složité vztahy se točí v kruhu lásky, vášně a především touhy, která je ovládá.

## Ocenění
- Teddy Award 1987: nejlepší hraný film
- San Francisco International Lesbian & Gay Film Festival 1987: cena publika pro nejlepší hraný film